# Josh Strauss

a Compétitions nationales et continentales officielles uniquement.

b Matchs officiels uniquement.
Dernière mise à jour le 6 mars 2025.
Joshua Zac Strauss, dit Josh Strauss, né le 23 octobre 1986 à Bellville, est un joueur sud-africain de rugby à XV qui évolue au poste de troisième ligne centre. Après trois saisons passées aux Glasgow Warriors, il remplit de justesse les critères d'éligibilité pour un changement de nationalité et, bien que n'ayant jamais joué en sélection nationale, est retenu dans l'effectif de l'Équipe d'Écosse pour la Coupe du monde 2015.

## Carrière
Strauss joue chez les moins de 19 ans et moins de 21 ans avec les équipes jeunes des Boland Cavaliers. À 21 ans, il rejoint la France et s'engage un an avec le Club sportif Lons Jura de Lons-le-Saunier en Fédérale 1. Son expérience française se conclut avec treize matchs joués, dont sept titularisations et deux essais.
Strauss retourne ensuite en Afrique du Sud, dans son club formateur de Boland, mais ne joue que 160 minutes au cours de la saison 2008-2009. Il signe la saison suivante avec les Golden Lions de Johannesbourg. Ses performances en Currie Cup sont particulièrement remarquées, tant en tant que joueur que meneur d'hommes. Il obtient sa place dans l'équipe A, les Lions et de surcroît le capitanat de l'équipe. Il mène les Golden Lions à la victoire lors de la Currie Cup 2011, écrasant en finale les Natal Sharks par 42 à 16. Son style percutant et sa longue barbe fournie en font une figure emblématique du club. Il évolue également pendant deux saisons avec la franchise des Lions en Super Rugby.
Strauss signe un contrat de trois ans avec les Glasgow Warriors en septembre 2012. Dans le club écossais, le troisième ligne apporte une plus-value dans un secteur faible : la mêlée. Son style direct, puissant, lui permet d'attaquer la ligne d'avantage et de souvent mettre son équipe dans le sens de la marche. Avec les Warriors, il est d'abord demi-finaliste, finaliste, puis vainqueur du Pro12 2015 dont il fait partie de l'équipe-type.
Strauss est retenu parmi les 41 joueurs pour le camp de préparation de l'équipe d'Écosse en vue de la Coupe du monde 2015. Bien que n'ayant pas encore complété les trois années réglementaires pour être qualifiable pour jouer pour la sélection (effectif depuis le 19 septembre), et qu'il ne peut donc disputer aucun des quatre matchs de préparation, il est retenu dans le groupe des 31 joueurs disputant la coupe du monde 2015,.
Le 28 février 2017, il signe un contrat de 3 ans avec les Sale Sharks et rejoint l'équipe de la banlieue de Manchester à partir de la saison 2017-2018.

## Statistiques en équipe nationale
- 24 sélections (13 fois titulaire, 11 fois remplaçant)
- Sélections par année : 5 en 2015, 4 en 2016, 5 en 2017, 3 en 2018, 7 en 2019

- Tournoi des Six Nations disputé : 2016, 2017, 2019

- Coupe du monde disputée : 2015 (5 sélections : Japon, États-Unis, Afrique du Sud, Samoa, Australie)